# پامچال میستاسینی
پامچال میستاسینی (نام علمی: Primula mistassinica) نام یک گونه از سرده پامچال است.